# Steffen Woas

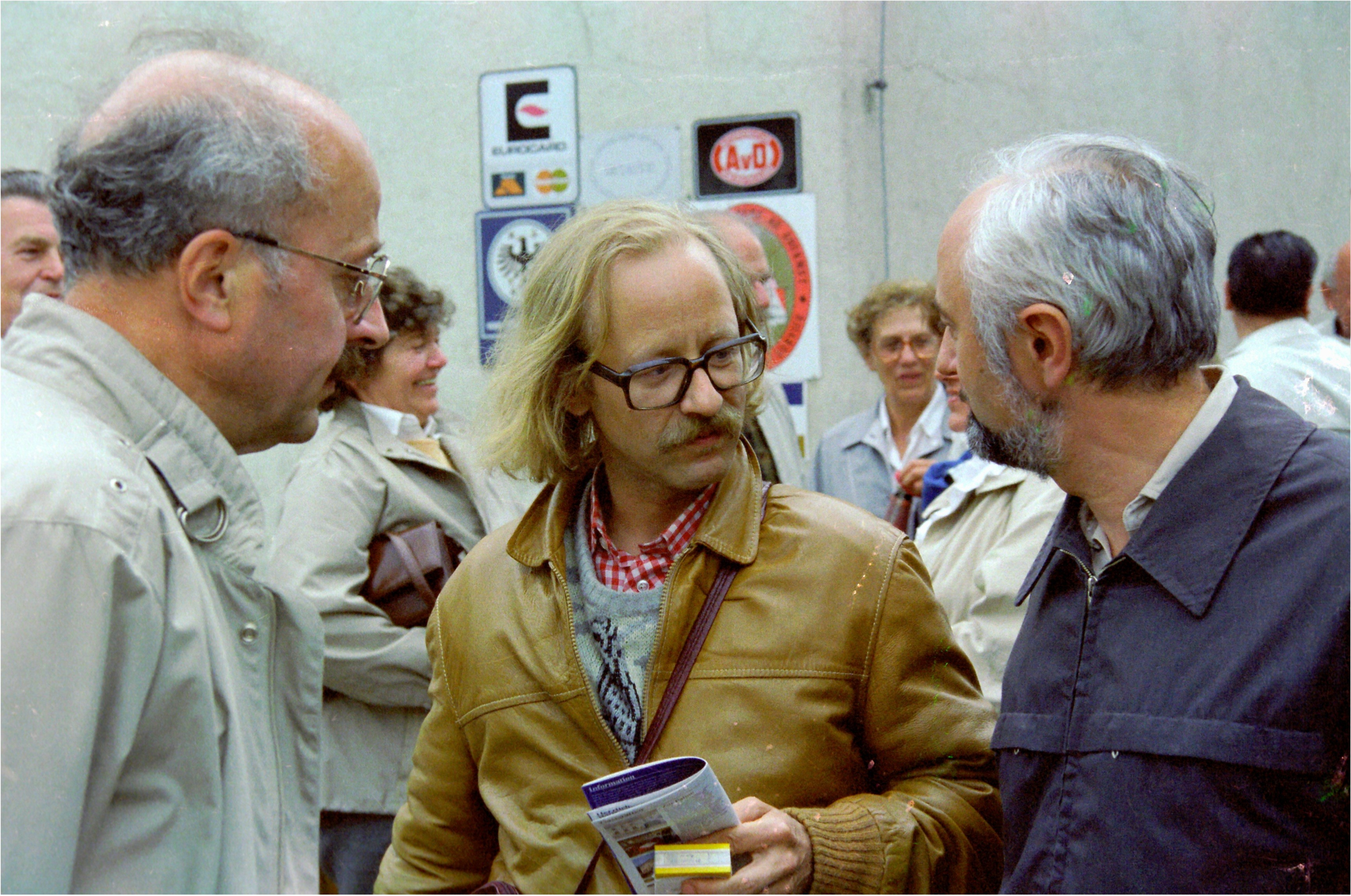
Woas (Mitte) im Jahr 1986 in der südwestdeutschen Stadt Eppingen im Gespräch mit den beiden Geologen Günter Fuchs (1935–1989; links) und László Trunkó (1935–2022; rechts).

Steffen Woas (* 1944) ist ein deutscher Biologe, der sich auf Milbenkunde (Acarologie) spezialisiert hat. Er gilt als einer der führenden Experten in Hinblick auf die Ordnung der Hornmilben (Oribatida).

## Leben

### Ausbildung
Woas immatrikulierte sich 1966 für ein Studium an der Christian-Albrechts-Universität zu Kiel. Dort belegte er Kurse in Zoologie, Botanik, Geologie sowie – bei Karl Krömmelbein – Paläontologie und erhielt 1970 sein Diplom. Betreut von Doktorvater Reinhart Schuster (1930–2023) wurde er schließlich 1975 mit der acarologischen Dissertation Beitrag zur Morphologie, Taxonomie und Phylogenie der Gattung Hermannia Nicolet zum Dr. rer. nat. promoviert.

### Berufliche Karriere
Den Einstieg ins außerakademische Berufsleben fand er 1975 als Biologielehrer am Privatgymnasium Königshofen in der hessischen Taunusgemeinde Niedernhausen, wo er bis 1977 blieb. Zwischen 1978 und 2001 war er dann zunächst als wissenschaftlicher Volontär und anschließend als wissenschaftlicher Mitarbeiter in der Arbeitsgruppe für Bodenzoologie und Tropenökologie von Ludwig Beck (1935–2022) am Staatlichen Museum für Naturkunde Karlsruhe tätig. Unterbrochen wurde das Engagement in Karlsruhe von einem zweijährigen Aufenthalt zwischen 1985 und 1987 als wissenschaftlicher Mitarbeiter am Zoologischen Institut der Eberhard-Karls-Universität Tübingen. Seit seinem Vorruhestand 2001 ist er dem Naturkundemuseum Karlsruhe durch fortgesetzte ehrenamtliche Tätigkeit im Referat für Zoologie verbunden.

## Forschungsschwerpunkte
„Er [Woas] trägt die Auseinandersetzung mit den theoretischen Konzepten der Taxonomie und Phylogenie und prägt die praktische taxonomische Arbeit der Gruppe mit seiner Formenkenntnis, mit kritischem Vorbehalt gegenüber jeder vorschnellen Kategorisierung und mit großem zeichnerischem Talent.“

Anfangs war Woas nicht ausschließlich acarologisch tätig und beschäftigte sich – seinem Studium entsprechend – mit unterschiedlichen biologischen Fragestellungen. So forschte er beispielsweise botanisch und publizierte im Jahr 1970 zusammen mit Ernst-Wilhelm Raabe (1913–1982) einen Bestimmungsschlüssel zu den in Schleswig-Holstein vorkommenden Arten aus der Pflanzengattung der Kressen (Lepidium). Erst in den darauffolgenden Jahren wandte er sich exklusiv den Milben zu.
Am Naturkundemuseum Karlsruhe erfolgten seine ersten taxonomischen und phylogenetisch-systematischen Arbeiten über Hornmilben im Rahmen des von der Deutschen Forschungsgemeinschaft (DFG) finanzierten Projektes „Zur Rolle der Bodenfauna beim Abbau der Laubstreu in einem Buchenwald“, für das man Langzeituntersuchungen im Stadtwald Ettlingen beim Stadtteil Schluttenbach durchführte. In der ersten Hälfte der 1980er Jahre wurde dem Museum von der DFG darüber hinaus ein Antrag hinsichtlich der taxonomisch-systematischen Bearbeitung mitteleuropäischer Hornmilben bewilligt. Somit konnte das Fach Bodenzoologie dort sowohl in seiner museumsspezifischen taxonomisch-systematischen Grundlage wie auch in seiner umweltbezogenen Anwendung intensiv bearbeitet werden. Im Laufe der Jahrzehnte zeichnete Woas maßgeblich mit verantwortlich für den Aufbau und die Pflege der Hornmilbensammlung des Karlsruher Naturkundemuseums. Diese umfasst etwa 250.000 Belege von über 950 Taxa, darunter Typusexemplare von 60 Arten.
Ab 1995 war Woas in mehrere Forschungsprojekte auf Landes- und Bundesebene involviert, wobei ihm in allen Fällen die Untersuchung der Hornmilben oblag. So wirkte er beispielsweise zunächst im Jahr 1995 an einer Studie für die Landesanstalt für Umweltschutz Baden-Württemberg (LfU) mit, in der die Auswirkungen des Einsatzes von Dimilin und Bacillus thuringiensis auf Struktur und Funktion der Bodenfauna analysiert wurden. Ein Jahr darauf war er 1996 Mitautor einer ebenfalls für die LfU – diesmal für deren Zentralen Fachdienst für Wasser, Boden, Abfall und Altlasten – verfassten Literaturstudie, in deren Rahmen Arbeiten über das Vorkommen von Bodentieren, abhängig von physikalischen, chemischen und natürlich- sowie anthropogisch-biologischen Faktoren in Böden ausgewertet wurden. Dabei stellten die Wissenschaftler Klassifikationssysteme von Bodenbiozönosen vor und schlugen davon ausgehend Klassifizierungen vor, die an natürlichen Standorten geprüft worden waren. Mit finanziellen Fördermitteln aus dem „Baden-Württemberg-Programm Lebensgrundlage Umwelt und ihre Sicherung“ (BWPLUS) entstand 2001 für das Forschungszentrum Karlsruhe eine bodenökologische Inventur und Beurteilung ausgewählter Standorte in Baden-Württemberg.
Zeitlich teilweise überschneidend liefen auf Bundesebene im Umweltforschungsplan zwei Projekte für das Bundesministerium für Umwelt, Naturschutz und Reaktorsicherheit (BMU) im Auftrag des Umweltbundesamtes. Woas war hierbei in die Beprobung von neun Standorten in Baden-Württemberg, Bayern, Rheinland-Pfalz, Hessen und Nordrhein-Westfalen eingebunden. In dem bis Ende Juli 1999 abgeschlossenen ersten Projekt für den wissenschaftlichen Beirat Bodenschutz beim BMU erarbeitete man auf der Basis sowohl bodenbiologisch definierter Kriterien als auch einer exemplarischen Erfassung der Meso- und Makrofauna anhand von acht Organismengruppen ein Konzept der bodenbiologischen Standortklassifikation (BBSK) für die Bewertung der im Bundes-Bodenschutzgesetz aufgeführten natürlichen Bodenfunktion „Lebensgrundlage und Lebensraum für Bodenorganismen“. Diesem Vorhaben schloss sich bis Ende August 2001 eine Forschung des gleichen Teams zur Entwicklung von bodenbiologischen Bodengüteklassen für Acker- und Grünlandstandorte an.

## Ansichten zur Wissenschaftskultur
Woas ist Befürworter des Open Access für freien Zugang zu wissenschaftlicher Literatur und vehementer Kritiker der Beurteilung von Forschern lediglich anhand der Anzahl ihrer Publikationen. Darüber hinaus bemängelt er die – aus seiner Sicht – oftmals unzureichende Bereitschaft vieler Museen zur kostenfreien Ausleihe ihrer Sammlungsobjekte, wodurch effektive internationale Forschung erschwert werde. Zu den aufgrund ihrer taxonomischen Akkuratesse von ihm besonders hochgeschätzten Fachkollegen zählen der Franzose François Alfred Grandjean (1882–1975) sowie die Kanadierin Valérie M. Behan-Pelletier (* 1948). Dem phylogenetischen Artkonzept steht Woas kritisch gegenüber, da mit diesem seiner Meinung nach zu rasch und zu zahlreich neue Arten beschrieben würden.

## Ehrungen
In Anerkennung seiner Leistungen im Bereich der Hornmilbentaxonomie wurden bislang zwei Milbenarten und eine -gattung beziehungsweise -untergattung nach Steffen Woas benannt:
- 1992: Der spanische Acarologe Carlos Pérez-Íñigo Quintana (1922–1997) von der in Madrid ansässigen Universität Complutense Madrid benannte eine erstbeschriebene Milbenart als Hermannia woasi. Diese Art kommt auf einem Areal von rund acht Quadratkilometern rund um das Reserva Florestal de Recreio Boca da Baleia im Südteil der zu Portugal zählenden Azoreninsel Flores vor und ist dort endemisch.[10]
- 2002: Die ungarischen Acarologen János Balogh (1913–2002) und Péter Balogh von der in Budapest ansässigen Eötvös-Loránd-Universität nahmen eine taxonomische Neuzuordnung der Milbenart Pulchroppia sufflata (Familie Oppiidae) vor. Diese im Amazonas-Regenwald um Manaus vorkommende Art war 1992 von Elizabeth Franklin und Woas erstbeschrieben und der Gattung Pulchroppia zugeordnet worden.[11] Wegen morphologischer Ähnlichkeiten zu Arten der Familie Granuloppiidae gliederten Balogh und Balogh sie in die Granuloppia-Gruppe ein und schlugen den Gattungsnamen Woasella für diese Art vor, die zwar nicht explizit als Typusart benannt wird, aber innerhalb der monotypischen Gattung so angesehen werden kann. Morphologisch ähnelt die Gattung Woasella der Gattung Hammerella. Die wenigen Unterscheidungsmerkmale sind jedoch nicht apomorph in der Familie Granuloppiidae, weshalb Ermilov et al. im Jahr 2012 die Ansicht vertraten, dass sie zwar eine Unterteilung in Untergattungen, nicht jedoch in einzelne Gattungen rechtfertigen. Daher beschrieben sie Woasella als  Untergattung von Hammerella.[11][12][13]
- 2013: Die südafrikanische Acarologin Elizabeth Aletta Hugo-Coetzee vom in Bloemfontein ansässigen Nationalmuseum benannte eine erstbeschriebene Milbenart als Aleurodamaeus woasi. Der Holotypus und zehn Paratypen waren im April 1983 von Chris M. Engelbrecht nahe der südafrikanischen Stadt Gordon’s Bay in der City of Cape Town Metropolitan Municipality (Provinz Westkap) gefunden worden. Der Fundort liegt im Biom Fynbos; die Art kommt jedoch in diversen Biomen des Landes häufig vor.[14]

## Publikationen (Auswahl)
Seit Anfang der 1970er Jahre veröffentlichte Woas Aufsätze und Kapitel in zahlreichen nationalen und internationalen wissenschaftlichen Fachzeitschriften und Sammelwerken – beispielsweise in den Kieler Notizen zur Pflanzenkunde in Schleswig-Holstein in den Abhandlungen und Berichten des Naturkundemuseums Görlitz, in den Verhandlungen der Gesellschaft für Ökologie, in Freiburger Forstliche Forschung, in der Carolinea, im Andrias, im European Journal of Soil Biology, in Pedobiologia, im Journal of Biogeography, in den Scientific Reports, in Acarologia, in Systematic & Applied Acarology, in Zoologica, in Amazoniana, in der Revista Brasileira de Biologia sowie in Genus.
Beiträge in internationalen Sammelwerken
- Elizabeth Franklin; Joachim Adis; Steffen Woas: The Oribatid mites. In: Wolfgang J. Junk (Hrsg.): The Central Amazon floodplain. Ecology of a pulsing system. In der Reihe: „Ecological Studies“, Band 126. Springer-Verlag, 1997, ISBN 978-3-540-59276-1, Seiten 331–349.
- Steffen Woas: Mosaikverteilung der Merkmale basaler Höherer Oribatiden. Die Gattungen Passalozetes und Scutovertex (Acari, Oribatei). In: Ernst Ebermann (Hrsg.): Arthropod biology. Contributions to morphology, ecology and systematics. In der Reihe: „Biosystematics and Ecology Series“, Band 14. Verlag der Österreichischen Akademie der Wissenschaften, Wien, 1998, Seiten 291–313.
- Steffen Woas: Acari: Oribatida. Morphological organization and systematic groups of Oribatida. In: Joachim Adis (Hrsg.): Amazonian Arachnida and Myriapoda. Pensoft-Verlag, Sofia, 2002, ISBN 978-954-642-118-0, Seiten 21–291.
- Andreas Prinzing; Steffen Woas: Habitat use and stratification of collembola and oribatid mites. In: Yves Basset; Vojtech Novotny; Scott E. Miller; Roger L. Kitching (Hrsg.): Arthropods of tropical forests. Spatio-temporal dynamics and resource use in the canopy. Cambridge University Press, 2003, ISBN 978-0-521-08784-1, Seiten 271–281.
- Ludwig Beck; Jörg Römbke; Franziska Meyer; Jörg Spelda; Steffen Woas: Bodenfauna. In: Marc Meyer; Evelyne Carrières (Hrsg.): Erfassung der Biodiversität im Waldgebiet „Schnellert“ (Gemeinde Berdorf). Travaux scientifiques du Musée national d’histoire naturelle, Luxembourg, 2007, Seiten 67–130.

## Weiterführend